# Cathédrale Saint-Sacerdos de Sarlat
La cathédrale Saint-Sacerdos de Sarlat est une cathédrale française catholique romaine située à Sarlat-la-Canéda, dans le département de la Dordogne. Elle a titre de cocathédrale du diocèse de Périgueux et Sarlat. Elle est classée monument historique en 1840.

## Présentation
Le sanctuaire est dédié à saint Sacerdos. Il y a en France deux saints appelés Sacerdos, mais le patronage de la cathédrale se réfère à Sacerdos de Limoges, dont la cathédrale reçut les reliques au Moyen Âge. Les reliques ont disparu lors des guerres de Religion.

## Historique

### L'abbaye de Sarlat
L'origine de l'abbaye se perd dans les légendes. Jean Maubourguet a admis qu'elle a été créée dans la première moitié du IXe siècle par Pépin, roi d'Aquitaine de 817 à 832 puis de 834 à 838. Elle est contemporaine de l'abbaye de Paunat et de l'abbaye de Terrasson.
L'abbaye fait partie des six grandes abbayes du Périgord (avec Paunat, Belvès, Saint-Front de Périgueux, Brantôme et Terrasson-Lavilledieu). Elle est la seule à avoir été épargnée par les Vikings car située à l'écart de la Dordogne et de ses affluents.
D'après une charte de l'abbaye de Sarlat dont l'original a été perdu, en 886, Charles le Gros, empereur des Romains, roi de France, fait réparer l'église abbatiale édifiée en l'honneur du Sauveur du Monde, située dans le vicus de Sarlat, et la prend sous sa protection.
Le chartrier de l'abbaye contient aussi une charte de Bernard, comte de Périgord, donnant l'abbaye Saint-Sauveur de Sarlat à Odon, abbé de Cluny, et à Adacius, son co-abbé, pour qu'ils y rétablissent la discipline monastique. La charte cite Ludovico imperante qui ne peut être que Louis IV d'Outremer, rappelé d'Angleterre pour régner en Francie occidentale en juillet 936. Odon de Cluny est mort en 942. On peut en déduire que cette charte a été rédigée entre 937 et 942. Adacius a été abbé du monastère de Sarlat, de celui de Tulle et de Saint-Sour de Genouilliac, et vivait encore en 947. Cette charte a été considérée comme un faux car l'abbaye n'a jamais dépendu de l'abbaye de Cluny. Les deux premiers actes connus datent de 954 et 1094.
Le pape Léon VII aurait donné un bref de privilège prononçant anathème contre toute personne qui oserait s'arroger la possession de l'abbaye sans avoir été légitimement élue par les moines.
La date du transfert des reliques de saint Sacerdos à Sarlat est inconnue comme l'écrit Jean Tarde dans sa Chronique, en 1624. Pour certains le transfert des reliques à Sarlat aurait été provoqué par les attaques des Vikings à partir de 848. Pour d'autres, les reliques de saint Sacerdos situées à Calabrum ont été translatées au monastère de Sarlat peu avant qu'Hubert, avec l'aide du comte de Périgord Guillaume II Talleyrand ou Taillefer, fils de Bernard de Périgord, s'empare du monastère, vers 962. C'est au moment de cette translation que l'église de Sarlat s'est appelée église de Saint-Sauveur et de Saint-Sacerdos. Cette translation a dû se produire entre 945 et 962.
La translation du corps de saint Pardoux dans l'église de Sarlat s'est effectuée après celle de saint Sacerdos. Le culte de saint Pardoux étant devenu à la mode, les moines ont décidé de placer ses reliques dans l'église Saint-Jean située hors les murs du monastère. Cette translation montre qu'il existait alors près du monastère une agglomération suffisamment nombreuse pour justifier la construction d'une église. Dans les premières années du XIe siècle, les reliques de saint Pardoux sont enlevées de l'église par un moine de Sarlat pour être données à un seigneur du Limousin, Gui de Lastours, et déposées dans l'église d'Arnac.
D'après Jean Maubourguet, le culte de saint Sacerdos a pris la place de celui du Salvator en 1122. Il suppose que la charte liant l'abbaye à Odon de Cluny et le culte de saint Sacerdos avaient pour but d'éviter l'annexion de l'abbaye par Saint-Martial de Limoges et lui conserver son indépendance.
Saint Bernard est passé à Sarlat en 1147 où il aurait accompli le miracle des pains.
L'abbaye a su demeurer indépendante et s'est placée en 1153 sous la protection directe du Saint-Siège à Rome. Les possessions de l'abbaye sont confirmées en 1153 et 1170 par les papes Eugène III et Alexandre III. Elle est reconstruite entre 1125 et 1160. De l'abbaye romane, il subsiste le clocher-porche, la chapelle Saint-Benoît, la façade de la salle capitulaire dans la cour du cloître et la lanterne des morts.
L'abbaye de Sarlat a atteint son apogée à la fin du XIIe siècle.

### Le diocèse de Sarlat
Le diocèse de Sarlat a été créé en 1317, en même temps que plusieurs autres diocèses catholiques de la région Aquitaine, à la suite de la victoire des forces royales françaises sur les armées du comte de Toulouse et les cathares.
Ancien archiprêtre de Sarlat[réf. souhaitée] et évêque de Fréjus et d'Avignon, le pape Jean XXII désigna l'abbé de l'abbaye bénédictine Saint-Sacerdos comme nouvel évêque de la ville. C'est ainsi que l'ancienne abbatiale romane devint cathédrale du diocèse. Le nouvel évêque, Raymon de Roquecorn, organisa cette transformation de la communauté monastique en un chapitre, réduit à cinquante chanoines. Une partie des revenus de l'ancienne abbaye a permis de constituer la manse épiscopale.
Le chapitre est sécularisé en 1561. Les démarches nécessaires à ce changements furent très coûteuses. S'ajoutant aux épidémies et aux guerres, elles rendents la situation de la cathédrale très précaire jusqu'au milieu du XVIIe siècle. En 1695, le temporel du chapitre est consolidé. Il compte alors 18 chanoines.
Le diocèse a été supprimé par le concordat de 1801 et son territoire intégré au sein du diocèse de Périgueux.

## Architecture

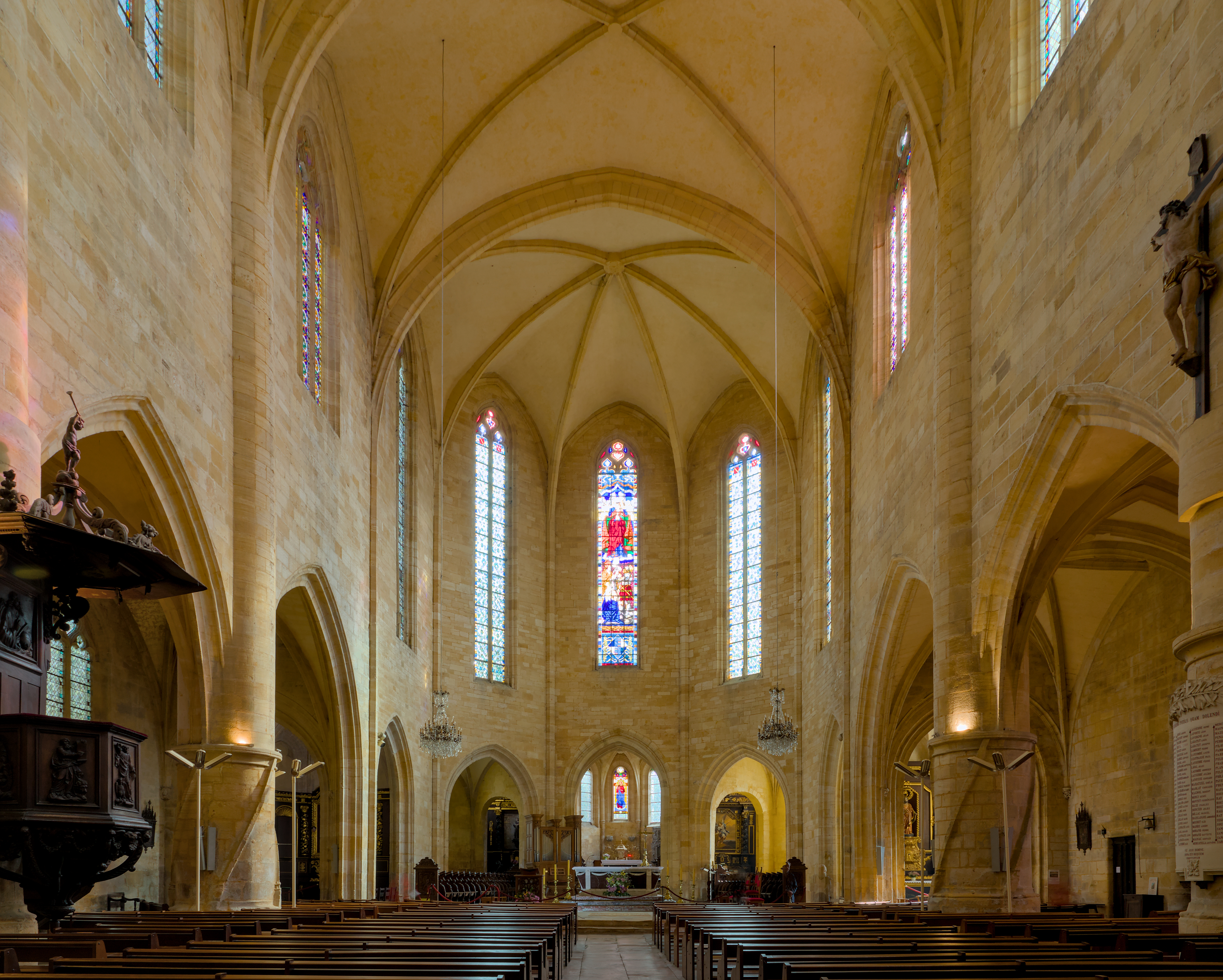
Intérieur de la cathédrale.

Quoique réutilisant certaines parties romanes de l'ancienne abbatiale, le style général de la cathédrale est gothique d'inspiration nordique (présence de deux vaisseaux collatéraux).
A une construction carolingienne succéda un édifice roman dont ne subsiste que le clocher datant du XIIe siècle, qui est la partie la plus ancienne de l'édifice. Quelques éléments sculptés subsistent encore à l'intérieur. Une reconstruction fut entreprise en 1504, l'évêque Armand de Gontaud-Biron confia au maître d'œuvre Pierre Esclache la mission d'élever une nouvelle cathédrale, réalisée au début sous les ordres du maître-maçon Blaise Bernard. Nef et chœur furent détruits en 1504, mais seul le chœur put être rapidement reconstruit jusqu'en 1519. Les financements du chapitre ne pouvant subvenir aux travaux, chœur et tour furent pendant un siècle et demi séparés par un vide laissé par la démolition de la nef romane.
Les travaux ne purent reprendre qu'en 1682, et terminés en 1685, la voûte du chœur ayant été reprise à cette occasion, grâce à l'intervention de François III de Salignac de la Mothe-Fénelon, oncle et parrain de Fénelon, précepteur du Dauphin et archevêque de Cambrai. Les voûtes gothiques de la cathédrale sont donc entièrement du XVIIe siècle. Cette persistance gothique à l'époque moderne n'est pas unique. Il s'agit autant d'un désir d'homogénéité que d'une confiance des commanditaires ecclésiastique envers une maîtrise technique éprouvée.
Son successeur Pierre-François de Beauvau reprit les aménagements liturgiques. La foudre ayant détruit la flèche du clocher, sa toiture fut transformée après 1721 pour recevoir son aspect actuel en bulbe. Une nouvelle façade et l'installation de l'orgue parachevèrent la restauration de la cathédrale, terminée au milieu du XVIIIe siècle.

## Orgue

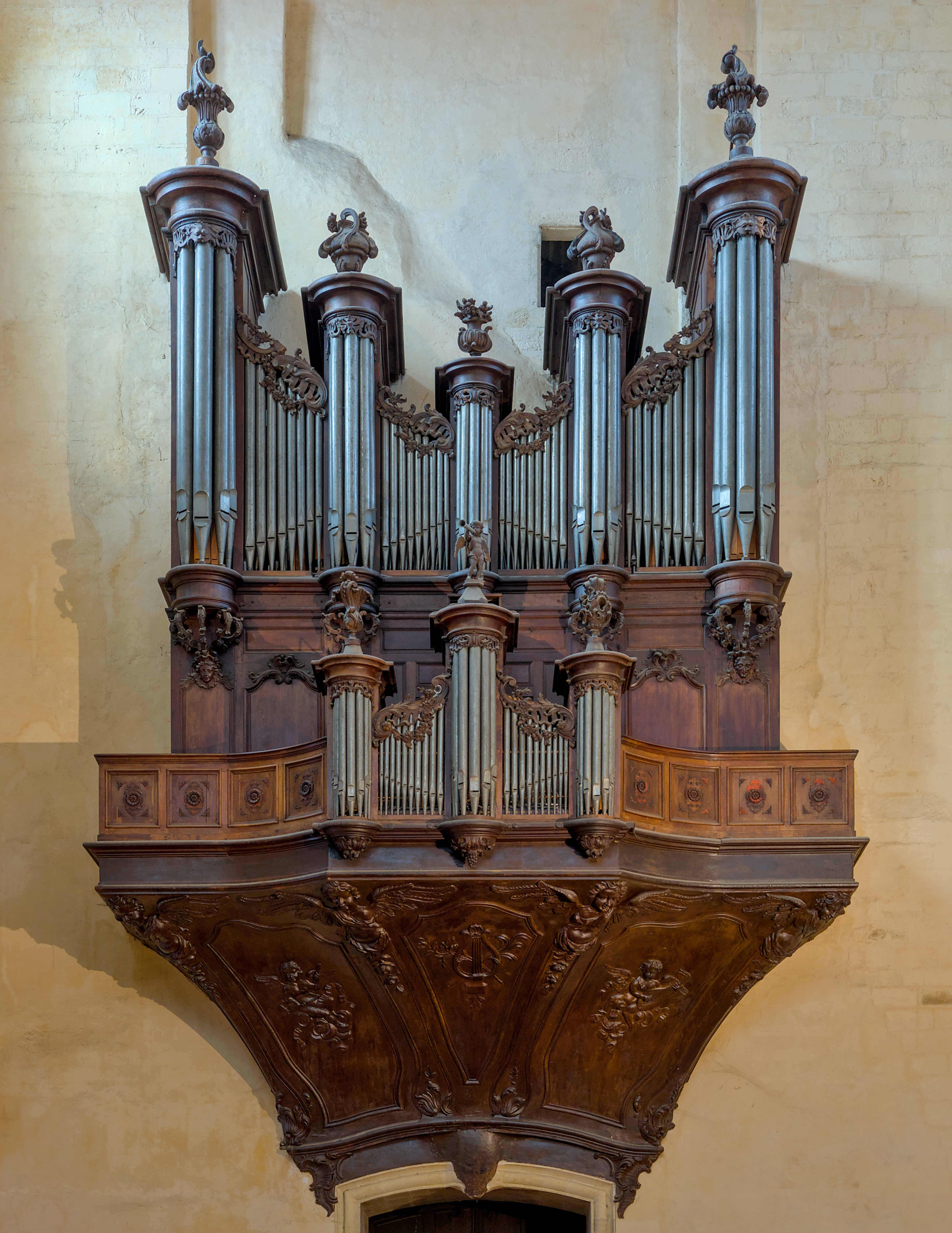
L'orgue du XVIIIe siècle

L'orgue installé sur une tribune en nid d'hirondelle sur le mur au dessus du portail principal, est l'œuvre de Jean-François L'Épine (1752). Pour l'aider dans sa construction, Jean-François L'Épine embauche un apprenti sarladais, Guillaume Monturus, qui est devenu un facteur d'orgue reconnu.
La partie instrumentale de l'orgue est classée au titre d'objet depuis 1952. Le buffet d'orgue est classé au titre d'objet depuis 1976.
Composition
| I - Positif de dos 51 notes |
| Montre 8'                   |
| Bourdon 8'                  |
| Prestant 4'                 |
| Nazard 2 2/3'               |
| Doublette 2'                |
| Tierce 1 3/5'               |
| Larigot 1 1/3'              |
| Plein-Jeu VI                |
| Trompette 8'                |
| Cromorne 8'                 |
|                             |
|                             |
|                             |

| II - Grand-Orgue 51 notes |
| Bourdon 16'               |
| Montre 8'                 |
| Bourdon 8'                |
| Grand Nazard 5 1/3'       |
| Prestant 4'               |
| Grosse Tierce 3 1/5'      |
| Nazard 2 2/3'             |
| Doublette 2'              |
| Quarte de Nazard 2'       |
| Tierce 1 3/5'             |
| Fourniture V              |
| Cymbale IV                |
| Cornet V                  |
| Trompette 8'              |
| Voix humaine 8'           |
| Clairon 4'                |

| III - Récit 32 notes |
| Trompette 8'         |
| Cornet V             |

| IV - Echo 34 notes |
| Cornet V           |

| Pédale 27 notes |
| Soubasse 16'    |
| Flûte 8'        |
| Flûte 4'        |
| Nazard 2' 2/3   |
| Quarte 2'       |
| Tierce 1' 3/5   |
| Trompette 8'    |
| Clairon 4'      |

## Galerie

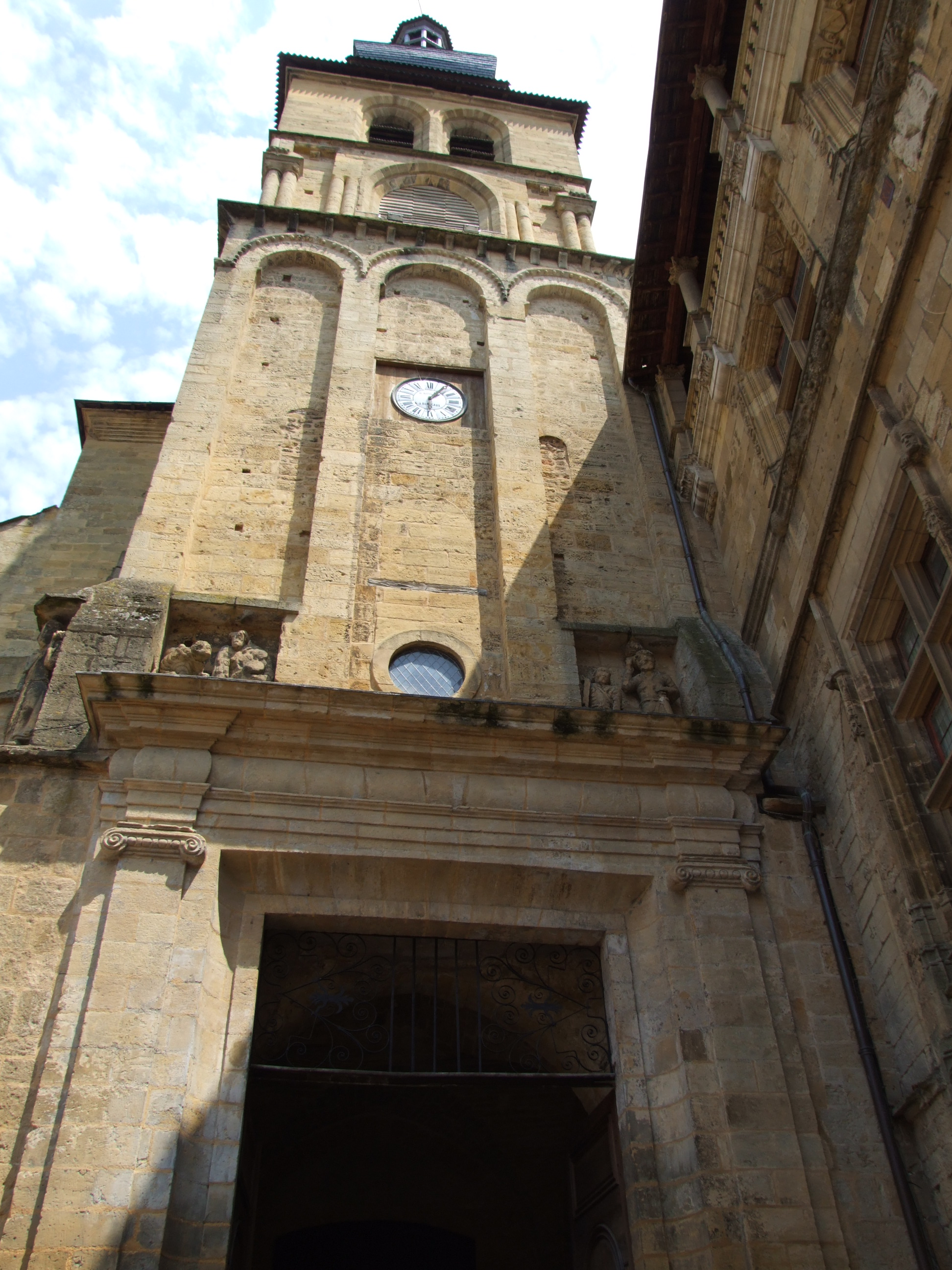
Façade de la cathédrale. Le porche est surmonté de la tour romane du XIIe siècle.
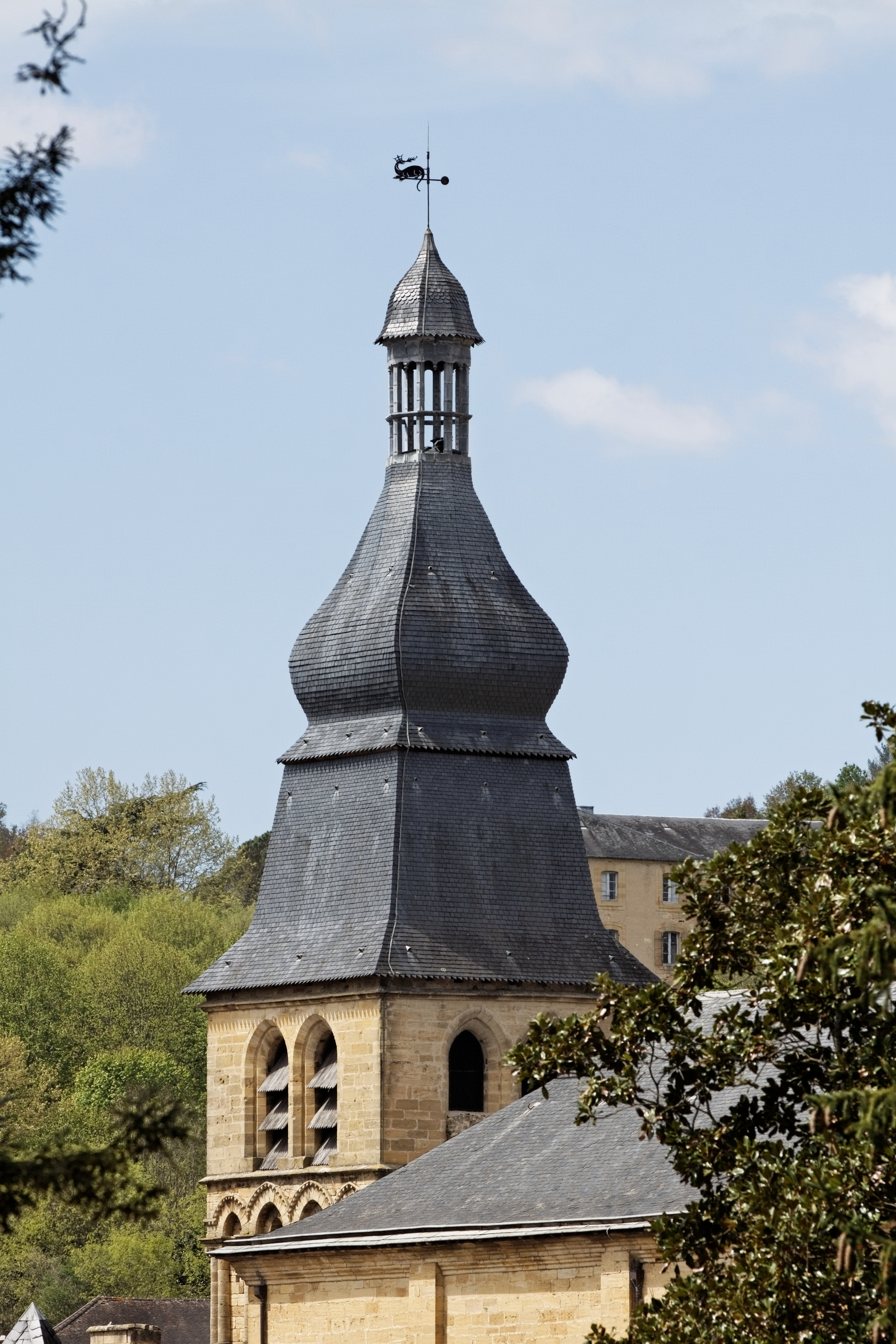
Le clocher.
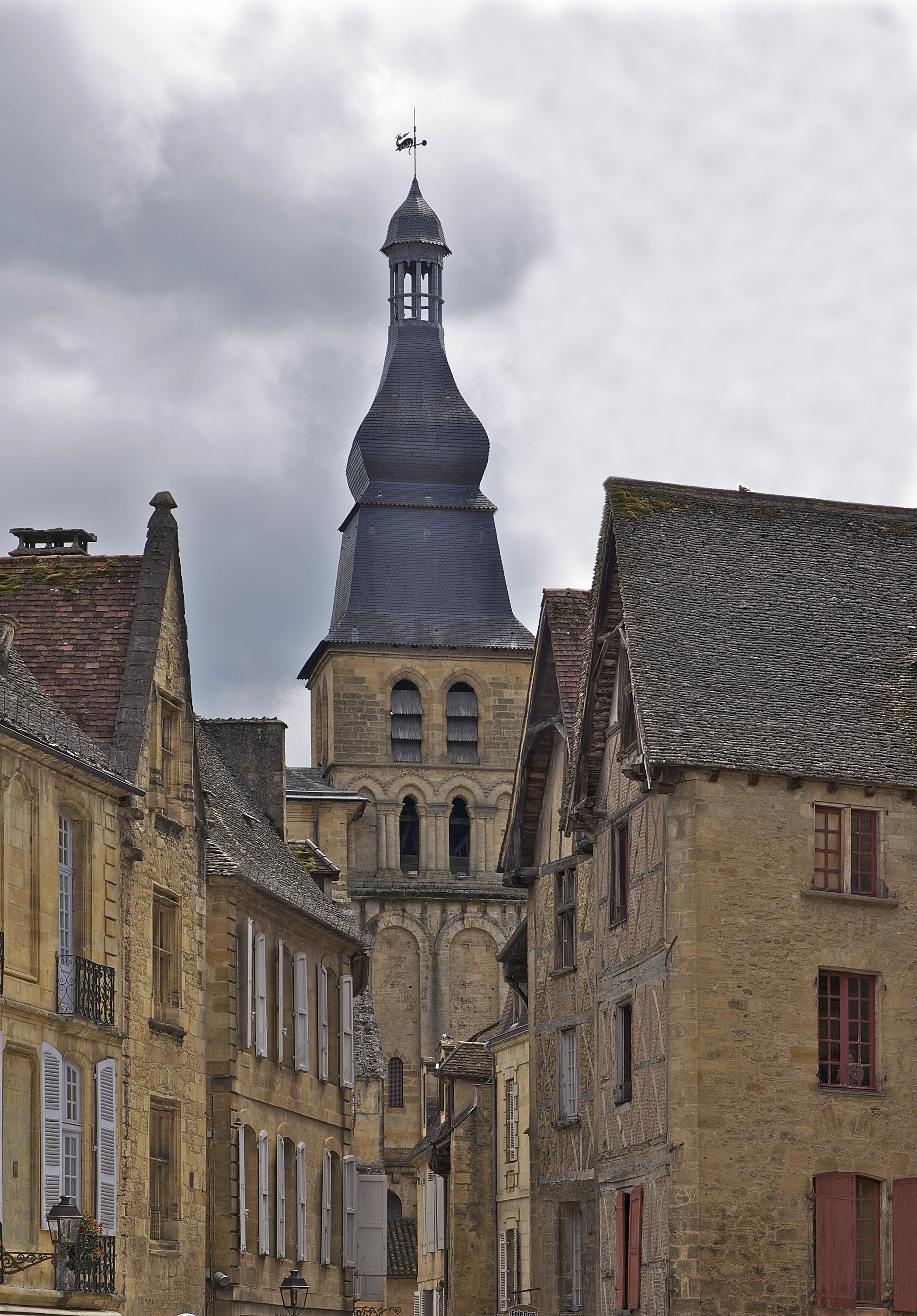
Vue du clocher.
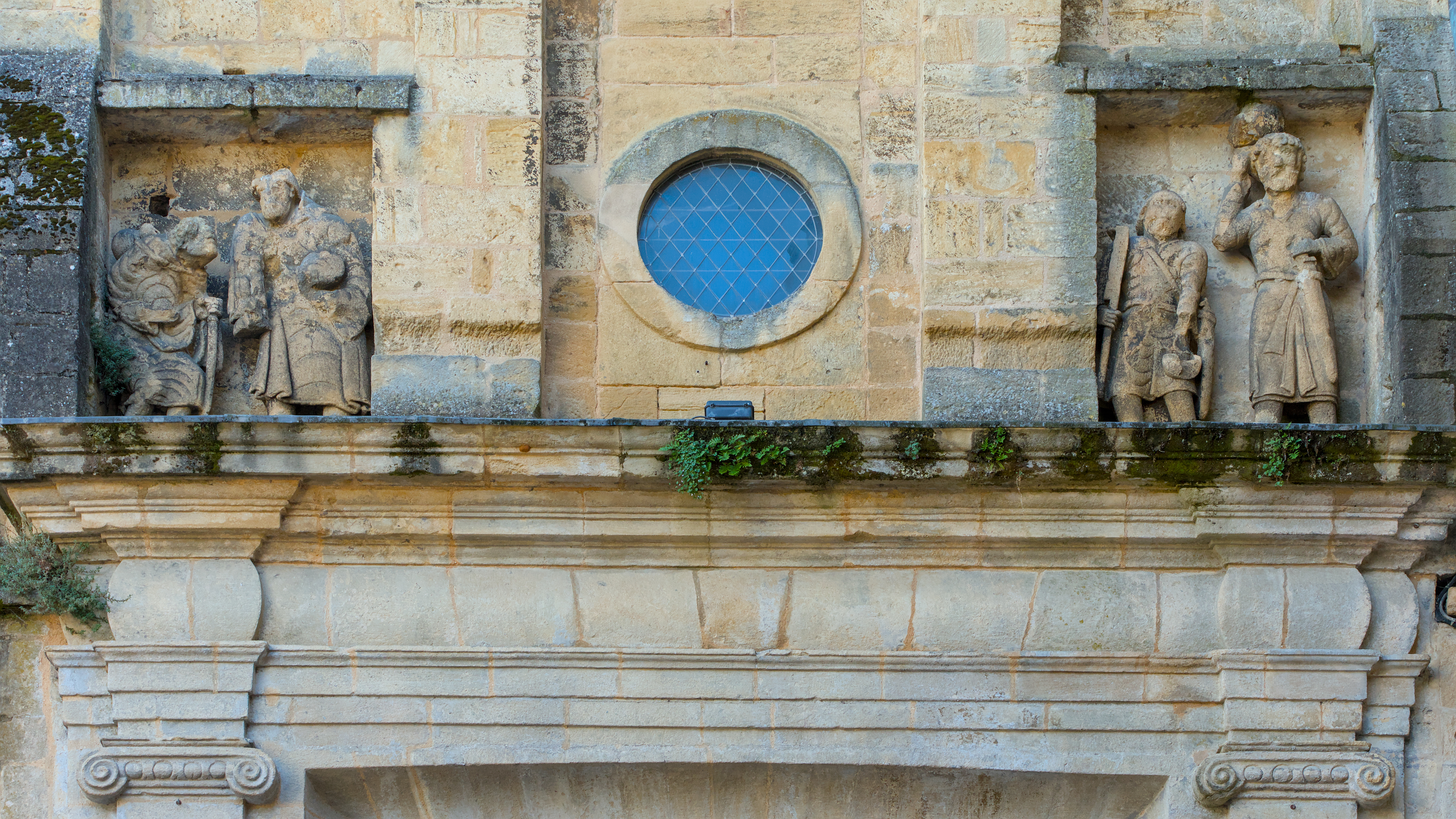
Détails de la façade.
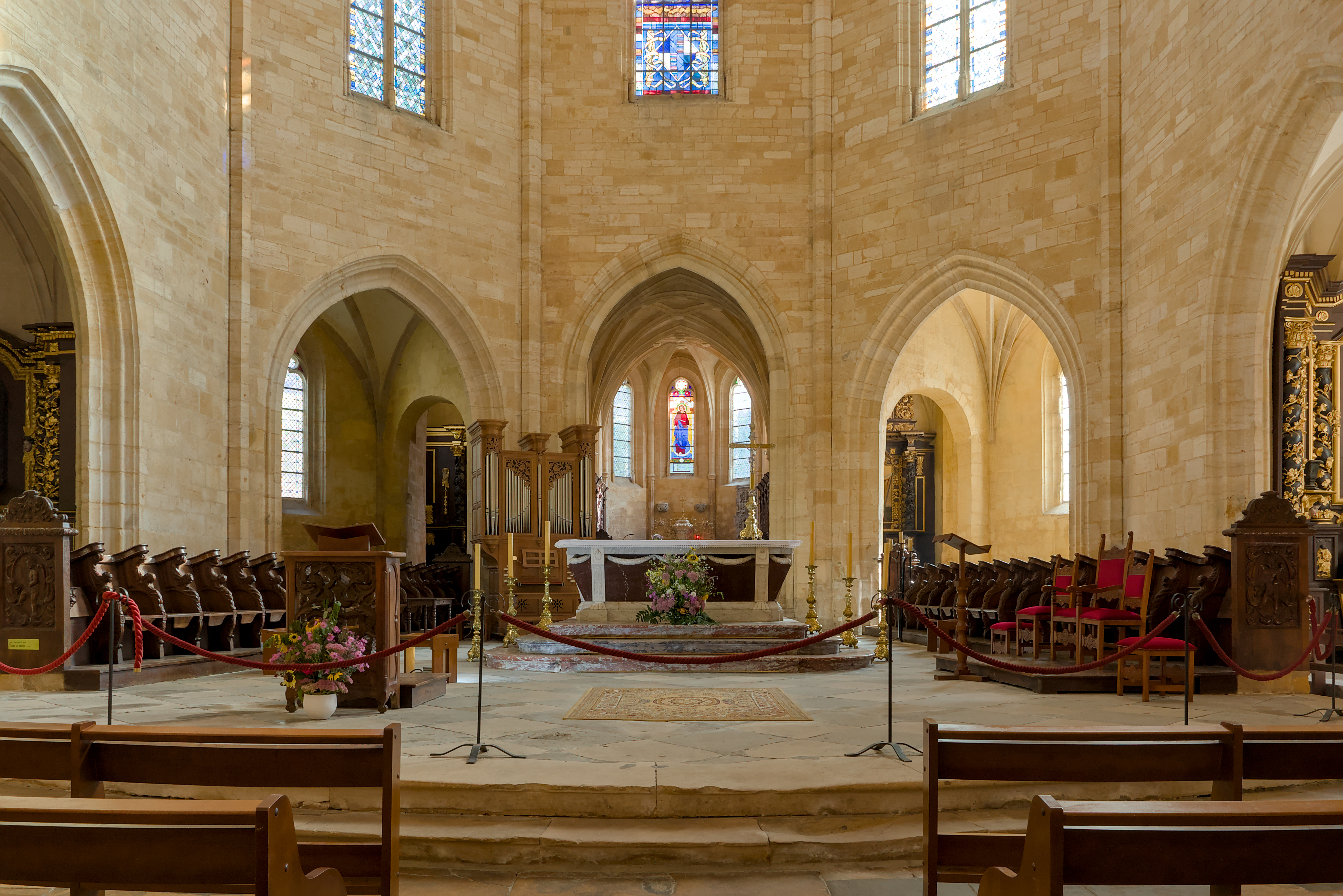
Le chœur.
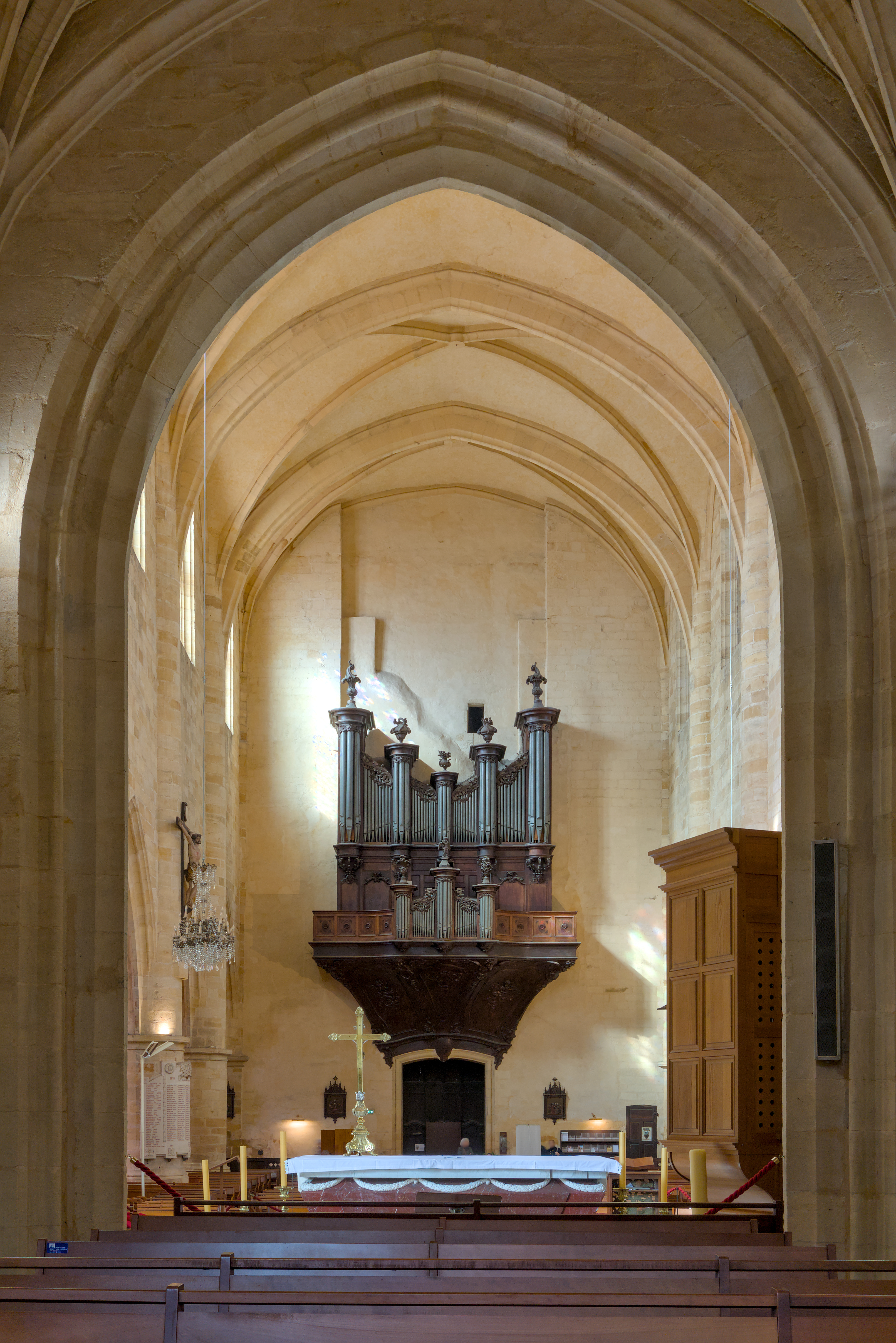
La nef et l'orgue vus depuis l'arrière du chœur.

### Sources et bibliographie
Par ordre chronologique de publication : 
- Albert Dujarric-Descombes, « Communication sur un épisode de la construction de la cathédrale de Sarlat en 1519. L'expertise des architectes bordelais en 1532 », dans Bulletin de la Société historique et archéologique du Périgord, 1899, p. 201-202 (lire en ligne)
- Géraud Lavergne, « Travaux à la cathédrale de Sarlat au XVIe siècle », dans Bulletin de la Société historique et archéologique du Périgord, 1920, p. 155-161 (lire en ligne)
- François Deshoulières, « Sarlat : cathédrale », dans Congrès archéologique de France. 90e session. Périgueux. 1927, Paris, Société française d'archéologie, 1928 (lire en ligne), p. 271-280
- Jean Maubourguet, « La sécularisation du chapitre cathédral de Sarlat (1561) », dans Bulletin de la Société historique et archéologique du Périgord, 1931, tome 58, p. 247-252 (lire en ligne)
- Jean Maubourguet, « À propos de la cathédrale de Sarlat », dans Bulletin de la Société historique et archéologique du Périgord, 1932, p. 279-282 (lire en ligne)
- André Jouanel, « Sarlat. Le clocher de la cathédrale », dans Bulletin de la Société historique et archéologique du Périgord, 1957, tome 84, 3e livraison, p. 104-126 (lire en ligne)
- Jean Secret, « Sarlat. Clocher de la cathédrale », dans Périgord roman, éditions Zodiaque (collection la nuit des temps no 27), La Pierre-qui-Vire, 1979, p. 29
- Jacques Gardelles, « Sarlat. Cathédrale Saint-Sacerdos », dans Aquitaine gothique, Picard éditeur, Paris, 1992, p. 107-109 ;  (ISBN 978-2-7084-0421-2)
- Mireille Bénéjeam-Lère, « Sarlat : la cathédrale Saint-Sacredos », dans Congrès archéologique de France. 156e session. Périgord. 1998, Paris, Société archéologique de France, 1999 (lire en ligne), p. 302-320
- Christian Corvoisier, « Cathédrale Saint-Sacerdos », dans Congrès archéologique de France. 156e session. Périgord. 1998, Paris, Société archéologique de France, 1999 (lire en ligne), p. 379-380
- Karine Fernandez, Collectif, Sarlat : Le Guide-Visites, monuments, promenades, p. 64-67, Monum, éditions du patrimoine, Paris, 2006  (ISBN 2-85822-899-X).
- Mireille Benejeam, « Les vestiges romans de l’ancienne abbaye de Sarlat (Dordogne) », p. 221-246, Archéologie du Midi médiéval, année 2005, no 23-24 (lire en ligne).
- Hippolyte Brugière, Le canton de Sarlat à la fin du XIXe siècle, Art et histoire en Périgord Noir, Hors-série no 5, Sarlat-la-Canéda, 2012, p. 145-168,  (ISBN 978-2-9520117-4-7)